# Mára
A Mára (románul: Mara) az Iza bal oldali mellékfolyója Romániában, Máramaros megyében. Krácsfalva fölötti szakasza románul: Valea Brazilor néven is ismert.
Forrása a Gutin-hegységben van. Hossza 40 km, vízgyűjtő területe 406 km². Farkasrévnél torkollik az Izába.

## Települések
Krácsfalva (Mara) – Desze (Desești)  – Hernécs (Hărnicești) – Falusugatag (Sat-Șugatag) – Gyulamonostor (Mănăstirea) – Máragyulafalva (Giulești) – Bárdfalva (Berbești) – Farkasrév (Vadu Izei)